# 16e étape du Tour de France 2010
Pour un article plus général, voir Tour de France 2010.
La 16e étape du Tour de France 2010 s'est déroulée le mardi 20 juillet 2010 entre Bagnères-de-Luchon et Pau sur 199,5 km. Le Français Pierrick Fédrigo (BBox Bouygues Telecom) s'y impose au sprint devant ses compagnons d'échappée, dont Lance Armstrong. La tête classement général ne subit pas de changement, les favoris arrivant groupés dans un peloton. Celui-ci est réglé au sprint par Thor Hushovd, qui récupère ainsi le maillot vert. Il s'agit de la sixième victoire d'étape française (cela ne s'était plus vu depuis 1997) et de la troisième consécutive (première fois depuis 1994).

## Profil de l'étape
Cette étape commence fort, avec le col de Peyresourde (11 km à 7,4 %), puis le col d'Aspin (12,3 km à 6,3 %), dont le sommet est au km 42,5. Après ces 2 montées de 1re catégorie, l'enchaînement de cols continue, avec le col du Tourmalet (17,1 km à 7,3 %), une ascension Hors Catégorie dont le sommet est au km 72. Après la descente et une petite vingtaine de faux plats descendants, en passant par la zone de ravitaillement (km 102), le col d'Aubisque (29,2 km à 4,2 %) se dressera devant les coureurs. Une fois le sommet de cette montée Hors Catégorie au km 138 franchi, il restera la descente puis une quarantaine de km de plat, jalonnés par deux sprints intermédiaires (164,5 et 185,5). L'arrivée est jugée à Pau, après 199,5 km de course depuis Bagnères-de-Luchon, à travers la Haute-Garonne, les Hautes-Pyrénées et les Pyrénées-Atlantiques.

## La course
Au km 2, Eros Capecchi (Footon-Servetto) attaque, suivi par 7 coureurs, puis par 9 autres. On retrouve alors en tête de la course, outre Capecchi, Lance Armstrong, Christopher Horner (Team RadioShack), Bradley Wiggins (Team Sky), Roman Kreuziger, Sylwester Szmyd (Liquigas-Doimo), Ryder Hesjedal (Garmin-Transitions), Nicolas Roche (AG2R La Mondiale), Matthew Lloyd (Omega Pharma-Lotto), Kanstantsin Siutsou (Team HTC-Columbia), Steve Morabito (BMC Racing), Carlos Barredo (Quick Step), Rui Costa, José Iván Gutiérrez (Caisse d'Épargne), Amaël Moinard (Cofidis), Egoi Martínez et Gorka Verdugo (Euskaltel-Euskadi). Roche, Siutsou, Morabito, Barredo, Gutierrez, Moinard et Martínez sont lâchés avant le sommet. Au sommet, Szmyd passe en tête au sein d'un groupe de 14 coureurs, qui a reçu les renforts d'Anthony Charteau (BBox Bouygues Telecom), qui conforte son maillot à pois grâce à sa 2e place, suivi par Alexandre Vinokourov (Astana), Carlos Sastre (Cervélo TestTeam) et Sandy Casar (FDJ). Le groupe de tête possède alors 30 s d'avance sur Jurgen Van den Broeck (Omega Pharma-Lotto), 5e du général, et 55 s sur le peloton.
Mais, ne parvenant pas à revenir sur les hommes de tête, Van Den Broeck va finir par se relever. Les Rabobank et les Omega Pharma-Lotto vont alors prendre les commandes du peloton, qui n'a plus d'une vingtaine de secondes de retard au pied du col d'Aspin. Dans l'ascension, Szmyd et Lloyd lâchent, tandis que Samuel Sánchez (Euskaltel-Euskadi), Robert Gesink (Rabobank), Luis León Sánchez (Caisse d'Épargne) et Joaquim Rodríguez (Team Katusha) sont distancés à environ 30 s du groupe maillot jaune. Charteau passe en tête au sommet, avant que Casar ne prenne la poudre d'escampette dans la descente. Damiano Cunego (Lampre-Farnese) rejoint le groupe de poursuivant.
Dès les premières pentes du Tourmalet, Pierrick Fédrigo (BBox Bouygues Telecom) attaque, tandis qu'Armstrong rejoint Casar au km 51. Derrière, on retrouve Fédrigo, Cunego, Jurgen Van de Walle (Quick Step) et Christophe Moreau (Caisse d'Épargne). Au km 53, Armstrong lâche Casar, avant d'être rejoint par Fédrigo et Cunego au km 62, puis par Moreau, Van de Walle et Casar. Rubén Plaza (Euskaltel-Euskadi), Horner et Barredo vont intégrer le groupe de tête à 6 km du sommet, avant qu'Ignatas Konovalovas (Cervélo TestTeam) ne fasse de même à 4 km du sommet. On retrouve donc 10 coureurs en tête. Fédrigo dispute le sprint pour protéger le maillot à pois de Charteau, mais c'est Moreau qui passe en tête au sommet. De nombreux éléments, dont Thor Hushovd (Cervélo TestTeam), recollent sur la fin de la montée dans le groupe maillot jaune, qui franchit le sommet avec 3 min 40 s de retard, tandis que Charteau est intercalé. L'écart va ensuite continuer d'augmenter, les échappés abordant l'Aubisque avec plus de 5 min d'avance.
Au km 125, Armstrong attaque, suivi par Barredo, Fédrigo, Plaza et Cunego. Mais, Horner, Van de Walle et Moreau font la jonction avant le sommet, ce qui permet à ce dernier de revenir à 15 points d'Anthony Charteau au classement de la montagne, grâce à son passage en tête. Casar pointe à 1 min 35 s, mais parvient à recoller dans la descente. Konovalovas, lui, est irrémédiablement lâché.
Carlos Barredo attaque à 45 km de l'arrivée. Il parvient à prendre rapidement du champ, puisqu'il a 42 s d'avance au 1er sprint intermédiaire. Le groupe de poursuivant stabilise l'écart, attendant une baisse de régime de l'espagnol. Ce dernier va ensuite plafonner, mais compte encore 18 s d'avance à 10 km de la ligne. Le groupe Armstrong va accélérer à 2,5 km du but, puis reprend sous la flamme rouge Barredo, qui ne s'accroche pas. Pierrick Fédrigo lance le sprint à 300 m de la ligne et devance Sandy Casar et Ruben Plaza, qui prend la 12e place du classement général, pour remporter sa 3e étape sur le Tour de France. Thor Hushovd règle le sprint du peloton, à 6 min 45 s, reprenant ainsi le maillot vert à Alessandro Petacchi (Lampre-Farnese).

## Sprints intermédiaires
| -         | Carlos Barredo    | -      |
| Premier   | Christophe Moreau | 6 pts. |
| Deuxième  | Non attribué      | 4 pts. |
| Troisième | Lance Armstrong   | 2 pts. |

| -         | Carlos Barredo      | -      |
| Premier   | Christophe Moreau   | 6 pts. |
| Deuxième  | Non attribué        | 4 pts. |
| Troisième | Jurgen Van de Walle | 2 pts. |

## Côtes
| Premier   | Sylwester Szmyd  | 15 pts |
| Deuxième  | Anthony Charteau | 13 pts |
| Troisième | Roman Kreuziger  | 11 pts |
| Quatrième | Matthew Lloyd    | 9 pts  |
| Cinquième | Eros Capecchi    | 8 pts  |
| Sixième   | Ryder Hesjedal   | 7 pts  |
| Septième  | Bradley Wiggins  | 6 pts  |
| Huitième  | Lance Armstrong  | 5 pts  |

| Premier   | Anthony Charteau | 15 pts |
| Deuxième  | Sandy Casar      | 13 pts |
| Troisième | Roman Kreuziger  | 11 pts |
| Quatrième | Ryder Hesjedal   | 9 pts  |
| Cinquième | Carlos Sastre    | 8 pts  |
| Sixième   | Rui Costa        | 7 pts  |
| Septième  | Eros Capecchi    | 6 pts  |
| Huitième  | Lance Armstrong  | 5 pts  |

| Premier   | Christophe Moreau   | 20 pts |
| Deuxième  | Pierrick Fédrigo    | 18 pts |
| Troisième | Damiano Cunego      | 16 pts |
| Quatrième | Lance Armstrong     | 14 pts |
| Cinquième | Sandy Casar         | 12 pts |
| -         | Carlos Barredo      | -      |
| Septième  | Rubén Plaza         | 8 pts  |
| Huitième  | Christopher Horner  | 7 pts  |
| Neuvième  | Jurgen Van de Walle | 6 pts  |
| Dixième   | Ignatas Konovalovas | 5 pts  |

| Premier   | Christophe Moreau   | 40 pts |
| Deuxième  | Pierrick Fédrigo    | 36 pts |
| Troisième | Christopher Horner  | 32 pts |
| Quatrième | Rubén Plaza         | 28 pts |
| Cinquième | Lance Armstrong     | 24 pts |
| Sixième   | Damiano Cunego      | 20 pts |
| -         | Carlos Barredo      | -      |
| Huitième  | Jurgen Van de Walle | 14 pts |
| Neuvième  | Sandy Casar         | 12 pts |
| Dixième   | Ignatas Konovalovas | 10 pts |

## Classement de l'étape
| Classement de la 16e étape | Classement de la 16e étape | Classement de la 16e étape | Classement de la 16e étape | Classement de la 16e étape |
|                            | Coureur                    | Pays                       | Équipe                     | Temps                      |
| -------------------------- | -------------------------- | -------------------------- | -------------------------- | -------------------------- |
| 1er                        | Pierrick Fédrigo           | FRA                        | BBox Bouygues Telecom      | en 5 h 31 min 43 s         |
| 2e                         | Sandy Casar                | FRA                        | FDJ                        | m.t.                       |
| 3e                         | Rubén Plaza                | ESP                        | Caisse d'Épargne           | m.t.                       |
| 4e                         | Damiano Cunego             | ITA                        | Lampre-Farnese             | m.t.                       |
| 5e                         | Christopher Horner         | USA                        | Team RadioShack            | m.t.                       |
| 6e                         | Lance Armstrong            | USA                        | Team RadioShack            | m.t.                       |
| 7e                         | Jurgen Van de Walle        | BEL                        | Quick Step                 | m.t.                       |
| 8e                         | Christophe Moreau          | FRA                        | Caisse d'Épargne           | m.t.                       |
| 9e                         | Non attribué               |                            |                            |                            |
| 10e                        | Thor Hushovd               | NOR                        | Cervélo TestTeam           | + 6 min 45 s               |
| modifier                   |                            |                            |                            |                            |

## Classement général
| Classement général à la 16e étape | Classement général à la 16e étape | Classement général à la 16e étape | Classement général à la 16e étape | Classement général à la 16e étape |
|                                   | Coureur                           | Pays                              | Équipe                            | Temps                             |
| --------------------------------- | --------------------------------- | --------------------------------- | --------------------------------- | --------------------------------- |
| 1er                               | Alberto Contador                  | ESP                               | Astana                            | en 78 h 29 min 10 s               |
| 2e                                | Andy Schleck                      | LUX                               | Team Saxo Bank                    | + 8 s                             |
| 3e                                | Samuel Sánchez                    | ESP                               | Euskaltel-Euskadi                 | + 2 min 0 s                       |
| 4e                                | Denis Menchov                     | RUS                               | Rabobank                          | + 2 min 13 s                      |
| 5e                                | Jurgen Van den Broeck             | BEL                               | Omega Pharma-Lotto                | + 3 min 39 s                      |
| 6e                                | Robert Gesink                     | NED                               | Rabobank                          | + 5 min 1 s                       |
| 7e                                | Levi Leipheimer                   | USA                               | Team RadioShack                   | + 5 min 25 s                      |
| 8e                                | Joaquim Rodríguez                 | ESP                               | Team Katusha                      | + 5 min 45 s                      |
| 9e                                | Alexandre Vinokourov              | KAZ                               | Astana                            | + 7 min 12 s                      |
| 10e                               | Ryder Hesjedal                    | CAN                               | Garmin-Transitions                | + 7 min 51 s                      |
| modifier                          |                                   |                                   |                                   |                                   |

## Classements annexes

### Classement par points
| Classement par points | Classement par points | Classement par points | Classement par points | Classement par points |
| --------------------- | --------------------- | --------------------- | --------------------- | --------------------- |
|                       | Coureur               | Pays                  | Équipe                | Point(s)              |
| 1er                   | Thor Hushovd          | NOR                   | Cervélo TestTeam      | 191 points            |
| 2e                    | Alessandro Petacchi   | ITA                   | Lampre-Farnese        | 187 pts               |
| 3e                    | Mark Cavendish        | GBR                   | Team HTC-Columbia     | 162 pts               |
| modifier              |                       |                       |                       |                       |

### Classement du meilleur grimpeur
| Classement du meilleur grimpeur | Classement du meilleur grimpeur | Classement du meilleur grimpeur | Classement du meilleur grimpeur | Classement du meilleur grimpeur |
| ------------------------------- | ------------------------------- | ------------------------------- | ------------------------------- | ------------------------------- |
|                                 | Coureur                         | Pays                            | Équipe                          | Point(s)                        |
| 1er                             | Anthony Charteau                | FRA                             | BBox Bouygues Telecom           | 143 points                      |
| 2e                              | Christophe Moreau               | FRA                             | Caisse d'Épargne                | 128 pts                         |
| 3e                              | Damiano Cunego                  | ITA                             | Lampre-Farnese                  | 99 pts                          |
| modifier                        |                                 |                                 |                                 |                                 |

### Classement du meilleur jeune
| Classement général du meilleur jeune | Classement général du meilleur jeune | Classement général du meilleur jeune | Classement général du meilleur jeune | Classement général du meilleur jeune |
|                                      | Coureur                              | Pays                                 | Équipe                               | Temps                                |
| ------------------------------------ | ------------------------------------ | ------------------------------------ | ------------------------------------ | ------------------------------------ |
| 1er                                  | Andy Schleck                         | LUX                                  | Team Saxo Bank                       | en 78 h 29 min 18 s                  |
| 2e                                   | Robert Gesink                        | NED                                  | Rabobank                             | + 4 min 53 s                         |
| 3e                                   | Roman Kreuziger                      | CZE                                  | Liquigas-Doimo                       | + 7 min 50 s                         |
| modifier                             |                                      |                                      |                                      |                                      |

### Classement par équipes
| Classement par équipes | Classement par équipes | Classement par équipes | Classement par équipes |
|                        | Équipe                 | Pays                   | Temps                  |
| ---------------------- | ---------------------- | ---------------------- | ---------------------- |
| 1re                    | Team RadioShack        | États-Unis             | en 235 h 24 min 46 s   |
| 2e                     | Caisse d'Épargne       | Espagne                | + 4 min 27 s           |
| 3e                     | Rabobank               | Pays-Bas               | + 30 min 53 s          |
| modifier               |                        |                        |                        |

## Abandon
- Iban Mayoz (Footon-Servetto) : non-partant
- Bram Tankink (Rabobank) : non-partant